# John-Elof Forssander
John-Elof Forssander, född 10 maj 1904, död 14 januari 1944, var en svensk arkeolog och professor i förhistorisk och medeltidsarkeologi vid Lunds universitet. Forssander medverkade 1931 och 1932 vid restaurationen av Kiviksgraven.